# Eure Yáñez
Eure Javier Yáñez Ruiz (* 20. Juni 1993 in San José de Barlovento) ist ein venezolanischer Leichtathlet, der sich auf den Hochsprung spezialisiert hat.

## Sportliche Laufbahn
Erste internationale Erfahrungen sammelte Eure Yáñez im Jahr 2010, als er bei den Jugendsüdamerikameisterschaften in Santiago de Chile mit übersprungenen 1,94 m die Bronzemedaille gewann. Im Jahr darauf gewann er dann bei den Juniorensüdamerikameisterschaften in Medellín mit 2,07 m die Silbermedaille. 2012 schied er bei den Juniorenweltmeisterschaften in Barcelona mit 2,14 m in der Qualifikation aus und erreichte anschließend bei den U23-Südamerikameisterschaften in São Paulo mit einer Höhe von 2,16 m den vierten Platz. Zuvor wurde er bei den Ibero-Amerikanischen Meisterschaften im heimischen Barquisimeto mit 2,11 m Neunter. 2013 belegte er bei den Südamerikameisterschaften in Cartagena mit einer Höhe von 2,19 m den vierten Platz und gewann anschließend bei den Juegos Bolivarianos in Trujillo mit 2,16 m die Bronzemedaille hinter dem Peruaner Arturo Chávez und Wanner Miller aus Kolumbien.
2014 nahm er erstmals an den Südamerikaspielen in Santiago teil und siegte dort mit übersprungenen 2,21 m. Anschließend belegte er beim Panamerikanischen Sportfestival in Mexiko-Stadt mit 2,20 m den fünften Platz und gewann dann bei den U23-Südamerikameisterschaften in Montevideo mit 2,18 m die Silbermedaille hinter dem Brasilianer Fernando Ferreira. Daran anschließend gewann er bei den Zentralamerika- und Karibikspielen (CAC) in Veracruz mit 2,24 m die Silbermedaille hinter dem Kubaner Sergio Mestre. Im Jahr darauf erreichte er bei den Südamerikameisterschaften in Lima mit 2,13 m Rang vier und startete anschließend erstmals bei den Panamerikanischen Spielen in Toronto, bei denen er mit 2,15 m auf den zehnten Platz gelangte. 2016 siegte er bei den Ibero-Amerikanischen Meisterschaften in Rio de Janeiro mit neuer Bestleistung von 2,26 m und im Jahr darauf gewann er bei den Südamerikameisterschaften in Luque mit neuem Landesrekord von 2,31 m die Goldmedaille und erhielt damit ein Freilos für die Weltmeisterschaften in London, bei denen er mit 2,26 m aber die Finalteilnahme verpasste. Anschließend siegte er bei den Juegos Bolivarianos in Santa Marta mit einer Höhe von 2,24 m.
2018 verteidigte er bei den Südamerikaspielen in Cochabamba mit 2,28 m seinen Titel und stellte mit dieser Höhe einen neuen Spielerekord auf. Anschließend gewann er bei den Zentralamerika- und Karibikspielen in Barranquilla mit 2,28 m die Silbermedaille hinter dem Bahamaer Donald Thomas. Im Jahr darauf gewann er bei den Südamerikameisterschaften in Lima mit 2,18 m die Bronzemedaille hinter dem Panamaer Alexander Bowen und dem Brasilianer Ferreira. Anschließend klassierte er sich bei den Panamerikanischen Spielen ebendort mit 2,21 m auf dem siebten Platz. 2020 gewann er bei den erstmals ausgetragenen Hallensüdamerikameisterschaften in Cochabamba mit 2,22 m die Silbermedaille hinter Ferreira und 2021 belegte er bei den Südamerikameisterschaften in Guayaquil mit 2,17 m den vierten Platz.
In den Jahren 2014, 2016 und 2017 sowie 2021 wurde Yáñez venezolanischer Meister im Hochsprung.

## Persönliche Bestleistungen
- Hochsprung: 2,31 m, 23. Juni 2017 in Luque (venezolanischer Rekord)
  - Hochsprung (Halle): 2,23 m, 13. Februar 2018 in Sabadell (venezolanischer Rekord)